# Winnaars Collectie
De Winnaars Collectie is een vijftiendelige serie boeken die van het najaar van 2005 tot en met het voorjaar van 2006 werd uitgegeven door de Wegener dagbladen Brabants Dagblad, BN/De Stem, Eindhovens Dagblad, De Gelderlander, PZC, De Stentor en De Twentsche Courant Tubantia. Het ging daarbij vooral om minder roemruchte titels van bekende auteurs die wel degelijk bekroond zijn met bijvoorbeeld de P.C. Hooft-prijs, de Constantijn Huygensprijs, de Prijs der Nederlandse Letteren en/of de Publieksprijs voor het Nederlandse Boek.
De Winnaars Collectie was in de verschijningsperiode een bij elkaar te sparen serie van kleine, hardcover uitgaves. Per week kwam er één titel uit, die met een bon uit een van de betrokken kranten voor vijf euro te halen was op postkantoren, Bruna's en Free Record Shops. Zonder bon kostten de delen 7,50 euro per stuk.
Rolf Bosboom (PZC), Peter Leunissen (De Stentor), Dirk Vellenga (BN/De Stem) en Peter van Vlerken (Eindhovens Dagblad) stelden de Winnaars Collectie samen.
De volledige serie bestond uit:
- Het leven is vurrukkulluk - Remco Campert (140 pagina's)
- De mensen thuis - Thomas Rosenboom (140 pag.)
- De doodshoofdvlinder - Jan Wolkers (168 pag.)
- De meisjes van de suikerwerkfabriek - Tessa de Loo (154 pag.)
- Het stadspaleis - Geert Mak (140 pag.)
- De verliefde gevangene - Cees Nooteboom (140 pag.)
- Op afbetaling - Simon Vestdijk (224 pag.)
- Ik Jan Cremer - Jan Cremer (350 pag.)
- Ik was geen soldaat - Gerrit Kouwenaar (154 pag.)
- Noorderlicht - Ferdinand Bordewijk (322 pag.)
- De geruchten - Hugo Claus (168 pag.)
- Advocaat van de hanen - A.F.Th. van der Heijden (532 pag.)
- Eerste indrukken - K. Schippers (154 pag.)
- Een winterreis - Willem Brakman (140 pag.)
- Werther Nieland - Gerard Reve (140 pag.)